# シンシア (よしだたくろう・かまやつひろしの曲)
「シンシア」は、1974年7月1日によしだたくろうとかまやつひろしが、「よしだたくろう&かまやつひろし」名義で発表したシングル・レコードである。
拓郎のシングルとしては、CBS・ソニーとしては最後のリリースとなり、1975年にフォーライフ・レコードへ移籍した。

## 制作

### シンシア
表題曲の“シンシア”とは、1971年6月1日に「17才」でレコード・デビューを飾り、「元祖アイドル」と語られることもある女性歌手、南沙織の愛称で、彼女のクリスチャン・ネームでもある。南の6枚目のシングル盤「早春の港」（1973年1月21日発売：SOLA-74）を耳にしたよしだがこの楽曲に感銘を受け、アンサーソングとして制作したのが本楽曲であり、現役ミュージシャンが同時期に活躍するアイドルに捧げた歌という点が特徴である。拓郎は「僕らの時代のアイドルで、すごいチャーミングで歌もよくて、アイドルだったんだけど、夜とか電話すると出かけてきてくれて遊んだりしてたの。すごい楽しくてね。大好きだったんですよ」など話している。
もともと、かまやつが拓郎と共演をしたくて、拓郎を口説いて出来た楽曲。しかし拓郎メロディは、拓郎でないとうまく歌えないものが多く、レコーディングでかまやつがうまく歌えず、拓郎をガイドボーカルにして録音された。1974年11月12日に放送された『ミュージックフェア』（フジテレビ）では、南沙織を挟んで拓郎・かまやつが「シンシア」を歌った。拓郎のテレビ出演は、この時期しばらく無かったが、南との共演が出来るならということでテレビ出演した。収録時のバック演奏はロックバンド・愛奴で、ドラムはソロ・デビュー前の浜田省吾である。1974年の『ミュージックフェア』の放送があった少し前の10月26日に、南沙織は20歳を越えたチャレンジとして「夜霧のコンサート」という午前零時半から午前5時までの終夜イベントを行なった。午前3時までは文化放送で中継され、あべ静江、谷村新司、佐藤公彦、太田裕美、シェリーらがゲスト出演。これに拓郎は酔っ払って出演した。また篠山紀信もゲスト出演している。

### 竜飛崎
B面の「竜飛崎」は、青森県津軽半島最北端に位置する岬、竜飛崎をタイトルとした楽曲である。作詞は岡本おさみ、作曲が吉田拓郎で、このコンビは本シングル・レコードが発売された1974年の第16回日本レコード大賞を受賞した、森進一の「襟裳岬」を制作したコンビで、演奏は愛奴が演奏している。

## 収録曲
Side:A
1. シンシア（4分18秒）
  - 作詞・作曲：吉田拓郎

Side:B
1. 竜飛崎（4分25秒）
  - 作詞：岡本おさみ、作曲：吉田拓郎

## 主な収録アルバム
- 今はまだ人生を語らず
- 吉田拓郎 THE BEST PENNY LANE
- よしだたくろう ベスト・セレクション - 「シンシア」「竜飛崎」ともに収録されていた、CD選書版ベスト・アルバム。
- 拓郎ヒストリー

## カバー
- 吉田拓郎（1989年、アルバム『ひまわり』収録。「シンシア'89」というタイトルでセルフカバー）